# جوئل بروکز
جوئل بروکز (انگلیسی: Joel Brooks؛ زادهٔ ۱۷ دسامبر ۱۹۴۹) یک هنرپیشه اهل ایالات متحده آمریکا است. وی از سال ۱۹۷۶ میلادی تاکنون مشغول فعالیت بوده‌است.

## گزیده فیلمشناسی
از فیلم‌ها یا برنامه‌های تلویزیونی که وی در آن نقش داشته‌است می‌توان به آثار زیر اشاره کرد.
- حرکت دیوانه‌وار (۱۹۸۰)
- پروتکل (فیلم) (۱۹۸۴)
- سرباز بنجامین (فیلم ۱۹۸۰) (۱۹۸۰)